# تپه دو آب ۱ ۱۱۵ - K
تپه دو آب ۱ ۱۱۵ - K مربوط به عصر مس و سنگ جدید تا مفرغ است و در شهرستان کنگاور، روستای دوآب ۱ واقع شده و این اثر در تاریخ ۱۰ دی ۱۳۸۱ با شمارهٔ ثبت ۶۶۲۵ به‌عنوان یکی از آثار ملی ایران به ثبت رسیده است.